# Док Ріверс
Гленн Антон "Док" Ріверс (англ. Glenn Anton "Doc" Rivers; народився 13 жовтня 1961) — американський професійний баскетбольний тренер і колишній американський баскетболіст. Грав на позиції розігруючого захисника.
У період 2020—2023 років працював головним тренером команди НБА «Філадельфія Севенті Сіксерс». З 2024 року очолює тренерський штаб команди НБА «Мілвокі Бакс».

## Титули і досягнення
- Тренер року НБА: 2000.
- Чемпіон НБА як головний тренер «Бостон Селтікс»: 2008.